# Олена (юдикиня Галлури)
Олена I (італ. Elena; 1190 — 1218) — юдикиня (володар) Галлурського юдикату у 1203—1218 роках.

## Життєпис
Походила з династії Лакон-гунале. Донька Баризона I, юдика Галлури, і Оділони ді Лакон. Народилася 1190 року в м. Чівіта. Невдовзі стала офіційною спадкоємецею батька, який перед смертю призначив папу римського Інокентія III піклуватися про неї.
1203 року після смерті батька успадкувала владу. Їй в управлінні допомагал мати. Разом з тим влаштувати шлюб Олени із своїм кандидатом намагалися Коміта I, юдик Торресу, і Салусіо IV, юдик Кальярі і Арбореї. Перший підтримував свого стрийка Іттокора, а другий — родича Вільгельма Маласпіну. Невдовзі війська Кальярського юдикату зайняли більшість Галлури, але Олена зховалася в Чівіті, яку супротивник не взяв. В одночас папа римський наказав юдику Кальярі залишиити Галлурський юдикат. 1204 року Салусіо IV знову намагався влаштувати шлюб Олени і Маласпіни, проте невдало.
Водночас Б'яджо, архієпископ Торреський, підтримував дії папи, а Рікус, архієпископ Кальярі, став на бік Салусіо IV і Маласпіни.. Інокентій III у липні 1206 року обрав їй за чоловіка свого стриєчного брата Тразимондо. Але невдовзі пізанці на чолі із Ламберто Вісконті висадилися на Сардинії, де Олена вийшла заміж за Вісконті у 1207 році. У відповідь папа римський відлучив подружжя від церкви.
З цього часу фактичну владу поступово перебрав на себе чоловік Олени. У 1211 році війська Торреського юдикату завдали поразки Ламберто вісконті, тому Олена разом з чоловіком втекла до пізи. Змогла повернутися лише у 1214 році. Померла у 1218 році.

## Родина
Чоловік — Ламберто Вісконті, пізанський патрицій
Діти:
- Убальдо (д/н—1238), юдик Галлури